# Michel-François de Couët du Vivier de Lorry
Michel-François de Couët du Vivier de Lorry (* 9. Januar 1727 in Metz; † 14. März 1803 in Paris) war ein französischer römisch-katholischer Geistlicher und Bischof von La Rochelle.

## Leben
Er wurde am 25. Dezember 1763 zum Bischof von Vence erwählt und am 9. April 1764 präkonisiert. Die Bischofsweihe spendete ihm am 1. Mai 1764 der Erzbischof von Rouen, Dominique de La Rochefoucauld; Mitkonsekratoren waren Gabriel-François Moreau, Bischof von Mâcon, und Louis-Albert de Lezay-Marnézia, Bischof von Évreux. Am 18. Juni 1769 wurde er auf den Bischofssitz von Tarbes transferiert und am 4. August 1782 wurde er Bischof von Angers. Er verzichtete am 19. September 1801 auf das Bischofsamt von Angers. Am 12. April 1802 wurde er auf den Bischofssitz von La Rochelle berufen, doch wegen seines fortgeschrittenen Alters und seiner angegriffenen Gesundheit trat er bereits am 20. November desselben Jahres zurück, ohne das Bistum La Rochelle jemals betreten zu haben.
Er starb wenige Monate später in Paris.